# 늘 푸른 인생
《늘 푸른 인생》은 2003년 5월 4일부터 2016년 4월 3일까지 방송된 MBC TV의 교양 프로그램이다.

## 기획 의도
한평생 함께한 부부들의 정 깊은 이야기. 어르신들의 파란만장 인생사가 펼쳐지는 고향 토크쇼 프로그램

## 방송 시간
| 방송 채널 | 방송 기간                                                                                            | 방송 시간                              | 방송 분량 |
| --------- | --- | -------------------------------------- | --------- |
| MBC TV    | 2003년 5월 4일 ~ 2004년 10월 10일 2005년 4월 24일 ~ 2012년 1월 29일 2012년 8월 12일 ~ 2013년 4월 7일 | 매주 일요일 아침 6시 10분 ~ 7시        | 50분      |
| MBC TV    | 2004년 10월 13일 ~ 2005년 1월 19일                                                                   | 매주 수요일 오전 10시 55분 ~ 11시 55분 | 1시간     |
| MBC TV    | 2005년 1월 26일 ~ 2005년 4월 13일                                                                    | 매주 수요일 오전 11시 ~ 11시 50분      | 50분      |
| MBC TV    | 2012년 2월 5일 ~ 2012년 7월 29일 2013년 4월 14일 ~ 2014년 7월 13일                                   | 매주 일요일 아침 6시 ~ 7시             | 1시간     |
| MBC TV    | 2012년 8월 5일                                                                                       | 매주 일요일 아침 6시 20분 ~ 7시 10분   | 50분      |
| MBC TV    | 2014년 7월 20일 ~ 2014년 11월 16일                                                                   | 매주 일요일 아침 6시 30분 ~ 7시        | 30분      |
| MBC TV    | 2014년 11월 23일 ~ 2016년 4월 3일                                                                    | 매주 일요일 아침 5시 50분 ~ 6시 20분   | 30분      |

## 진행자
- 개그맨 이용식
- 뽀빠이 이상용
- 김수정 아나운서